# Phosphila infelix
Phosphila infelix är en fjärilsart som beskrevs av Druce. Phosphila infelix ingår i släktet Phosphila och familjen nattflyn. Inga underarter finns listade i Catalogue of Life.